# Zakrînîcicea, Krasîliv
Zakrînîcicea (în ucraineană Закриниччя) este un sat în așezarea urbană Antoninî din raionul Krasîliv, regiunea Hmelnîțkîi, Ucraina.

## Demografie
Componența lingvistică a localității Zakrînîcicea
     Ucraineană (99,21%)
     Alte limbi (0,63%)
Conform recensământului din 2001, majoritatea populației localității Zakrînîcicea era vorbitoare de ucraineană (99,21%), existând în minoritate și vorbitori de alte limbi.